# 破妖の剣
『破妖の剣』（はようのつるぎ）は、前田珠子による日本のライトノベルおよびそれを原作としたメディアミックス作品。イラスト担当は厦門潤、小島榊（外伝7以降。『鬱金の暁闇』以前の新装版表紙も）。集英社文庫コバルトシリーズ→コバルト文庫（集英社）より1989年11月から2017年12月まで刊行された。2017年3月時点でシリーズ累計部数は400万部を突破している。

## あらすじ
ガンダル・アルスと呼ばれる世界に跋扈する魔性。人は唯一の手段として、浮城に住む魔性に抗する力を持つ能力者たちに頼るしかなかった。
12歳で浮城にやってきた少女・ラエスリールは対魔性の剣「紅蓮姫」に選ばれた破妖剣士として、押しかけ護り手の闇主とともに、人を脅かす魔性と戦う日々を送っている。それが、自身の運命を大きく変える第1歩とは全く知らずにいた。

## 主な登場人物

### メインキャラクター
ラエスリール
本作の主人公。通称ラス。浮城の城長であるマンスラムの養女にして、浮城随一の名剣「紅蓮姫」に選ばれた破妖剣士。黒髪と琥珀色の瞳を持ち、やや痩せ気味だが顔立ちは整っていて、成長期を過ぎた後は、きつめの美貌と華やかな印象の美女となる。ただし、自身の外見に対する自己評価は非常に低い。これは両親共にかなり人目を引く美貌の主だったことと、痩せぎすだった幼い頃に父である金の君が放った、ある言葉がトラウマとなっているためである。周囲に放つオーラの色は、それを読み取れる者から「朱金」と評される。髪は当初長く伸ばしており、頭の左側でお団子状にまとめ、その毛先を垂らしていたが、4作目で紫紺の妖主にほどけた髪を利用された際に、紅蓮姫の刃を利用して髪をばっさり切り落として対処したため、以降はサティンが手直ししたボブヘアである。
複雑な出自と不遇な育ち故に自己主張が乏しく、感情を表に出すこともあまりなく、人とのコミュニケーションを苦手としている。その為、浮城では孤立しがちであった。根は義理難く実直な性格で、一度打ち解けて好意を持った相手に対しては、周囲の者が危惧するほどに非常に甘く、寛大である（母にすら「馬鹿」「愚か」と評される）。恋愛感情には疎く、闇主が傍にいない時に感じる不安や寂しさの理由が見当もつかず、闇主が雛の君の傍にいて「あなた」と呼びかけることに苛ついたりしているが、それが何故なのか分かっていない。
当初は捕縛師としての教育を受けており、後に資格をとったため、専用の封魔具・朱金鎖（耳飾りに、たくさんの小さな鈴が、そうそう切れない極細の鎖でつながったもの。鈴に魔性の命を封じる。）も一応操ることが出来る。「外伝2」では、その捕縛術と自らの魔性としての能力、さらには魅了眼まで無意識に組み合わせて鎖縛を封じた。戦闘時は自分の体のことは気にせず、真正面から敵に突っ込むパターンが多く、周囲にいる人間をひどく心配させる。また、食事を求めて暴走しがちな紅蓮姫に引きずられて苦労した為、腕力や握力は高い。
母親は浮城の城長を務めていた魅縛師チェリク、父親は金の妖主であり、2人の魅了眼を受け継いでいて、魅了眼発動時は琥珀の瞳が金色に輝く（浮城は母の素性が知れた時に、母譲りの魅縛能力を当てにして引き取ったらしい）。また、乱華は弟である。
魔性としての名は朱烙（しゅらく）だが、生まれたその日に魔性としての意識と力を母に封じられてしまった。そのため、金の君は彼女にほとんど関心を示さなかった。封印は母の死と共に解け、母を殺した妖鬼を返り討ちにするも、その直後金の君によって再度封じられ、チェリクの願いを汲んで「人として生きよ」と別れを告げられる。その後行き倒れたところを親切な行商人に拾われ、とある町で彼の家族と暮らすことになるが、冷遇される。
また、浮城に入るきっかけとなった事件では、暴走させた魅了眼を闇主によって封じられたが、破妖剣士として戦ううち、痛みを伴うような傷を負った時などに、これまで封じられてきた魔性としての意識と力が表に出るようになる。4作目で、影糸術によって作られた人形に宿った朱烙と和解することで分離していた意識を融合させた。この度重なる「能力の封印」に対し、いつの間にか耐性がついており、その後施された、乱華による記憶と力の封印も無意識に破りかけていた。
また、4作目の最後において左眼を乱華に奪われているため、「外伝2」以降の左眼は闇主のもの（深紅）である。その瞳が持つ力は長い間封じられていたが、第6作10巻目にて闇主自身の手で封印が解かれ、彼の力の一部も使えるようになった。
5作目において最上級魔性の1体・翡翠の妖主を葬ったが、その後人間側と魔性側から二重の濡れ衣を着せられたことにより逃亡生活を余儀なくされ、紅蓮姫と自らの気配を相殺させるために、闇主が紅蓮姫の鞘と肉体を融合させた。しかし、紅蓮姫がラキスの生まれ変わりであるアーゼンターラと出会い、ラスの元を離れた後、その身体はある事情から仮死状態にされ、浮城の一室を改装した氷室の中に安置されていた。その様子を見に行ったチェリクによると「体には金の君が施した術以外に複雑な術が施されていて、無理矢理魂を戻すと、体が崩壊する危険がある」らしいが、6作目第8巻にて無事目覚める。それまでの間にチェリクと身体を共有することで、魅了眼の特訓を受けた。また母が用意してくれた、朱金鎖に使っているのと同じ封魔の鈴を連ねた手纏を手に、璃岩城に乗り込む。
その後、乱華の身体に宿った王蜜の妖主の独自世界に連れてこられ、相対する。また、魔性側に奪われた「世界を破壊する鍵」となったアーゼンターラの心臓を取り戻すため、再び紅蓮姫を手に父に挑むも、幼い頃の呪縛が原因で苦戦する。その最中、父が操る、世界に混沌と渦巻く5色の闇が、妖主という姿を得る前の「原初の闇」であることに気づき、父とつながりの深い金闇以外の四闇を「世界の外へ連れ出す」という約束である程度従えることに成功する。そして、本気で命を奪う覚悟で挑まなければ父には勝てないことを悟り、幼い頃の呪縛を断ち切るため自分の中で葛藤しながら戦闘を続ける。その時四闇が強引に見せた父のオーラに驚愕、「心臓を一つや二つ奪うことになってもアーゼンターラの心臓を奪い返した上で、父を飲み込もうとしている闇から救う」という覚悟を固める。かつての恋人の生まれ変わりであるアーゼンターラを奪われたことで暴走した紅蓮姫を抑えきることはできなかったものの、アーゼンターラの命を奪い返すことには成功し、それをきっかけに父の絶対領域に渦巻く5色の闇を従えたことで、「破壊の鍵」を持ちながら魔性達の女皇たる資格を得た。しかし、乱華は「幼い頃の、世界と心中しようとした事件（上述の「浮城に入るきっかけとなった魅了眼の暴走」）の時点で、五要が健在だったにもかかわらず世界そのものを揺らがせたのだから、翡翠の妖主を倒す以前から破壊の鍵たりえた」と評している。
雛の君の城で彼女との戦闘中に、彼女の傷口から溢れだした「よくないもの」が原因でパニックを起こした雛の君を正気に戻すため、とっさに魅了眼を使い彼女の真名を握ることとなる。そのため、ラスの存在を危険と判断したその「よくないもの」の中に雛の君ともども取り込まれてしまった。
闇主（あんしゅ）
ラエスリールの押し掛け護り手。深紅の髪と瞳、絶世の美貌を持つ青年の姿をしている。美しさこそ力の現れである魔性において、闇主はその美貌通りの強さをみせる。明るくお調子者で、その軽い言動が生真面目なラエスリールを時には苛立たせ、時には慰めにもなっている。紅蓮姫に選ばれたものの、護り手のなり手がいなかったラエスリールの前にある日突然現れ、そのまま護り手として居付いてしまった（「極度の飢餓状態にある紅蓮姫が抜かれたら真っ先に喰われる」と知りつつも、ラスに惹かれたため護り手になろうとした、相方のいない護り手たちを彼が脅していたらしい）。
かつての名は「千禍（せんか）」。柘榴の妖主と呼ばれる最上級魔性の1体であり、その城は虚空城と呼ばれていたが、3作目において自ら破壊し、次元の狭間に送り出す。実は金の君に次ぐ古参の妖主。「面白そうなこと」のためにしか動かないという、かなり自己中心的で奔放な性格で、配下はごく一部を除き「必要ない存在」だったらしい。それは、まるで碇を持たぬ船のように彼の在り様が不安定であることに繋がっている。浮城に入る前のラスに近づいたのは、彼女の魅了眼に興味を持ったための気紛れだが、魔性の本質である「真名」を変えられた上に魅縛されてしまった。最初こそ自由を取り戻すために足掻き、裏切りを繰り返しもしたが、いつしか諦め、現在はラスを唯一の主と定めている。「外伝2」では乱華に左眼を奪われたラスに自身の左眼を与え、自身に関する記憶を封じて単独行動を取っていた。なお、これ以降の左眼は、色こそ深紅だが一目見て義眼と分かるほど手抜きの代物で、邪羅に「力はあるんだからもっと精巧な複製を作ればいいのに」と言われた際は「その必要はない」と一蹴している。
5作目において、単身で乱華を追っている最中に翡翠の妖主の策にはまり、記憶はそのままに、ラスへの思いだけを奪われた状態の「千禍」に戻された。その寸前に命の一部を切り離し、逃がす。逃げ延びたそれらは幼女姿の妖貴茅菜（ちな）となり、クーダル帝国で見かけたラスに惹かれてそばについた。5作目終盤以降の闇主は、その茅菜がベースであるため、命数が極端に少ない。
6作目において、雛の君に対してすぐに膝を折っているが、なにやら思うところがあるらしい。雛の君や元同僚らがいる璃岩城の中心部へ向かおうとしていたラスを、雛の君に知られないように自らが作った空間に引き込み、ラスに与えた時からずっと封じていた左眼の力を解放したが、その思惑は不明。また、地上で「裂け目」の様子を見ているチェリクに対し、「いつ起こるのか、実際に起こるかどうかもわからない」としながらも「裂け目が揺らいだ時が唯一の好機」と助言を残している。
ザハト
両親を失い、住んでいた町を魔性に襲われ、浮城を頼って白砂原を渡ってきた、12,3歳ほどの少年。癖のある金髪と紫がかった青い瞳を持つ。命の恩人であるラエスリールを「姉ちゃん」と呼び、よく懐いている。
初登場は2作目。その作中で、人間に化けていた白焔の妖主と紫紺の妖主との間に生まれた魔性であることが明らかになる。魔性としての名は邪羅（じゃら）であり、肩まである純白の髪と紫がかった銀の瞳の美青年で、両親の能力である「繊維」と「熱」の両方を扱う。魔性として覚醒してからも、人間だと思って生きてきた10年ほどの間の感覚が抜けておらず、魔性の姿で子供っぽい言動をすることがある。
また、魔性であることが判明してから関わったリーヴシェランとは、よきケンカ友達であり、数少ない、弱気な面を見せられる相手でもある。
ラスと関わることで、何度か自分の非力さを嘆く事態に直面したため、2度ほど白煉に特訓してもらい、さらに闇主から「小賢しい手段」を教えてもらったことがある。6作目現在は白煉から与えられた何らかの課題に取り組んでいる。
セスラン
ブロンズの髪に青い瞳を持つ、年齢不詳の青年（成長期を過ぎたあたりから、どういうわけか体の老化が止まっているようにしか見えないほど、緩やかになっているらしい）。幼い頃は母親が危惧するほどに精神的な成長が早かった。ラエスリールが浮城に来るきっかけとなった命の恩人であり、保護者的役目を自任する捕縛師。
「怒った顔は見たことがない」と言われるほど、一見温厚だがかなりの曲者。マンスラムの前の城長・チェリクとも面識があった。同じ半人半妖として生まれながら、自分以上に数奇で過酷な運命をたどるラスの存在に救われ、家族のように思っている。
母親が浮城の捕縛師であったシャイレン、父親が妖貴（四蜜）で、母の能力を受け継いでおり、瞳を通して、魔性たちを自らの体に封じる。護り手も敵である魔性も区別せずに封じてしまうという、その特殊すぎる能力故に護り手はいない。
また、その能力で体内に封じた下級妖鬼たちは意識がある程度覚醒した状態であり、セスランが死ぬと自らも死ぬため、必死で治療する。これはセスランが魔性の心の在り様について手がかりを得るべく、力だけを無力化したため。そのせいで女皇の公言から、体内に封じている魔性たち（50匹以上いると推測される）が解放を求めて暴れだすようになり、抑え込むことに苦心する。しかし彼を殺す気満々で現れた妖貴を制する形で突如現れた父によって長年施されていた能力の封印を解かれ、下位魔性を楽々抑え込める力と妖貴の命すらも取り込む術を得た。サティンはかつて「封じた魔性たちの寿命や能力も握っている」と推察しているが、封印が解かれたことでその力は未知数となる。
母方の祖母はひとつの町を束ねる長（ヌシと言った方がイメージとしては近いと思われる）であり、母が死ぬ際も「祖母のところを頼るのはお勧めしない」と残すほどに問題のある人物で、金にがめついところがある。また、彼を孫とは知らずに、町に巣食った妖貴の餌にしようとしたこともある。
6作目現在では、浮城屈指の実力者ゆえに、仕事に単独で向かうことが許される、数少ない住民の1人。妖貴である衣於留がそばにいるのをいいことに、派遣先から近い「お断り物件」を片付けている。
サティン
ラエスリールの姉的存在の捕縛師。砂色の髪を持つ、したたかで世話焼きな美女。護り手は架因（かいん）。後に鎖縛。
浮城に連れてこられたばかりで、セスランとマンスラムにしか心を開かなかったラエスリールに対し、根気よく付き合い世話を焼いた。その頃、セスランと（ラス関連の）会話をしているのを周囲に何度も目撃され、「サティンとセスランは出来ているのでは？」との噂が流れたことがある。捕縛師としての腕も立ち、一国の王妃へと乞われるほどの実力を持つ。封魔具は矢じり。
6作目現在では、セスラン同様浮城屈指の実力者ゆえに、単独で仕事に向かうことが許されており、これまた護り手である鎖縛の力を借りて派遣先から近い「お断り物件」を片付けている。
実家は薬草や香草を栽培しており、それらを用いた軟膏なども作っている。彼女の実家から届く軟膏は切り傷・擦り傷などに効く「万能軟膏」として浮城内でも評判がよく、届くたびに彼女が注文に応じて香り付けしている。
リーヴシェラン
カラヴィス公国第二公女。波打つ金髪、碧眼。自らの髪を弦にした琴の音色で魔性を魅了する魅縛師。愛称はリーヴィ。護り手は彩糸。
4作目のサブヒロイン。初登場時は14歳。公女の名に恥じない麗しさとどこまでも気高い性格をしているが、優しいところもある。他の住民に感化されたのか、たまに公女らしからぬ言葉遣いをしては、彩糸に叱られている。最初はラエスリールを「紅蓮姫に選ばれ、成績を上げていることを鼻にかけている」と一方的に嫌っていたが、4作目の一件で打ち解けて親友となる。魅了の力のこともあって両親とは疎遠だが、兄・ソルヴァンセスや姉・マーセルヴィンスとは仲が良かった。
兄も姉も魔性が関わる事件に巻き込まれたうえ、妖貴佳留と恋をした、次期大公でもある兄は「一生妻を娶らぬ」と公言し、姉であった彩糸も紫紺の妖主に焦がれていることを知っているため、16歳にして「恋は怖いもの」という認識をしている。また、兄の公言により、「ソルヴァンセスの次の大公の父親」候補という、数々の相手から縁談が舞い込むようになり、頭を抱えている。
登場当初は「妖主さえ魅縛した」者（= チェリク）の伝説ゆえに、「自分にも出来る」と傲慢な考え方をする面もあったが、魅縛師は魅縛に失敗すると即生命に関わることやラスの戦い方があまりに周囲を心配させるものであることを知り、現在は「自分に出来ることをやり遂げる」方向へ変化している。
「外伝5」において、紫紺の妖主に執着する変態妖貴によって人形にされた、浮城の魅縛師5人の魂を転生させるために魅縛の琴を弾く。それが成功して未来が見えたお礼にと、その5人の魂が自らの魅縛能力を（押し付けるように）彼女に与えていった。そのため、もともとの実力に加え、それらの共鳴によりさらに魅縛能力が高まっている。人形にされ、彼女に救われた魅縛師5人のうち3人の能力は「歌声での魅縛」「言霊による魅縛」「舞による魅縛」である。また、そこまで高まった魅縛能力は「1度に浮城の護り手の半数近くを離反させることも可能」と評された。
6作目現在では、度々相方のいない護り手達を魅縛して、上層部関連の情報収集をしたりすることがある。また、事実上の筆頭魅縛師として、上層部への発言権を得ている。邪羅が浮城という組織に関わりのない数少ない魔性であるため、サティンらと協議の上、チェリクとの連絡役を任せた。
アーゼンターラ
6作目のサブヒロイン。通称はターラ。銀髪に紫の瞳の少女。浮城から「紅蓮姫奪還」の命を受けた1人で、「螺旋杖」という手作りの封魔具を扱う捕縛師。護り手は蜜里（みつり）。
12歳の終わりに故郷の村を妖貴に焼かれた過去を持つ。その際、自分が「赤い破妖刀を持つ破妖剣士」によって助けられ、弟が魔性に捕らわれたという記憶を塗り替え、弟・リメラトーン（トーン）を名乗っていた。もともと、浮城に見出された「魔性に対抗しうる素質を持つ子供」だったため、その後浮城に引き取られたが、浮城の中に魔性がいることを知り、その過去ゆえにカッとなったことがある。
紅蓮姫の初代の使い手で恋人でもあるラキスの生まれ変わりであったため、ラキスに執着している紅蓮姫に懐かれてしまうが、ラキスの意識が出ているときでなければ正確な意思疎通が出来ない。
ラスが仮死状態にある現在は紅蓮姫の使い手となり、「白銀の破妖剣士」の異名を持つ。紅蓮姫の意思が分からないなりに、初期のラスのように呼びかけては反応を確認している。
ラスの代わりの「破壊の鍵」としてその心臓と命は魔性側に奪われ、更にはラスと対峙するため王蜜の妖主の手に渡るが、その身体は璃岩城を脱出した仲間と共に浮城へ連れ帰られ、ラスがかつて眠っていた氷室に移されており、蜜里の呼びかけがきっかけとなってラスがとりもどした彼女の命はそこへ戻っていった。覚醒後は弟や蜜里とともに浮城内で生活し、リハビリ中のあることから判明した「1本の白木から作り出した2本の螺旋杖は互いを持つ者との通信が可能になる」という一件を受けたマンスラムやサティンらの依頼を受けて、双子の螺旋杖づくりに励む。

### 魔性

#### 妖主
金の君（きんのきみ）
王蜜の妖主とも。魔性としての名前は輝王（きおう）。波打つ金髪・金の瞳（魅了眼）を持ち、厳格な口調で話す。人に恋し伴侶として迎えたが、その相手を失ってからは虚空に篭ってしまい、側近にすら姿を見せていない。チェリク曰く「頑固で生真面目を絵に描いたような」性格。
世界の監視者のような役割を負って闇主（千禍）より前に誕生した、最古参の妖主であるため、彼だけは闇主の時間操作能力の影響を受けない。また、その役割ゆえに、配下選びの際は他の4人と違い、原則「来る者拒まず」である。彼が持つ独自の世界は、他の妖主たちが持つ力の根底にして一部ともいえる闇が渦を巻いている。そのうちの紅闇が時間の流れをかき乱しているため、そこから生まれた闇主でも時間の流れを読み解けない。
チェリクの魅縛能力の強さに危機感を覚え、度々策略をめぐらせて世界から排除しようとするが、互いに惹かれあっていたため、自分に与えられた理を一度だけ曲げた。その後生まれたラスの魔性としての部分（朱烙）をチェリクが封じたため、自分が近づくことで朱烙を覚醒させたりしないように、あえて娘と距離をとっていた節がある。しかしそれが、ラスにとっては「父に認められていない」というコンプレックスの元になってしまう。チェリクの望みである、平穏な「人としての生」をはずれ、柘榴の君と共にあることを選んだ娘には複雑な思いを持つ模様。
チェリクにだけは甘く、死後に魂となってまでやってきたチェリクを手放せず、虚空の中で、魔力が極力及ばないように細心の注意をはらって、その器（肉体）を作っていたが、チェリクに拒まれていた。
6作目序盤では何者かに害され命を啜られたため、しばらく昏睡に似た状態に陥った（のちに乱華と緋陵姫によるものと判明）。目覚めたのち、愛娘ラスを「世界のバランスを崩した者」として配下に追わせ、魂を体から分離させる（これは魔性なりの愛情であった模様）。それと前後して雛の君に膝を折るが、10巻目の終わりまで他の妖主を含めた人前には姿を現しておらず、登場した際は現在抜け殻である乱華の身体を使っている。
ラスと雛の君の戦いの現場にたどり着き、声を上げたことで雛の君の攻撃の標的にされた乱華を庇う形で重傷を負い、その直後乱華、ラス、チェリクの身体に宿った緋陵姫を自身の絶対領域へ誘う。乱華と緋陵姫には術をかけて重傷であることを隠したうえでラスとの会話への介入を禁じ、ラスには「雛の君の力」が何であるかを示して自身に最後まで従っていた金闇が凝った球体を託す。その後は意識体に戻ったチェリクと共に果てたが、もともと事が済めば乱華に身体を返すつもりだったらしい。
熾翠（しすい）
翡蝶が姉上と呼ぶ魔性。千禍の次に誕生した妖主。緑の髪と瞳、褐色の肌というエキゾチックな容姿ながらも、ストイックさを感じさせる絶世の美女。男のような言葉使いをする、さばさばとした性格。鏡移術という術を使える。「守護者の消滅」を術の解除条件にし、ラザーラと取引をしてウルガと同化していたが、守護者と融合した後、ラスに倒される。本名は翡翠。
6作目ではその残滓と呼べるものが、緋陵姫と乱華の前に姿を現す。
翡蝶（ひちょう）
翡翠の妖主と呼ばれる魔性。夢を操る力を持つ。緑の巻き毛と瞳、褐色の肌を持つ艶かしい絶世の美女の姿をしている。女らしい性格で、婀娜っぽい話し方をする。居城は翠譚宮。
実は、2つの人格を持つ翡翠の妖主の、保守的な方の人格を宿した守護者で、ラスに心臓ひとつ奪われた後、本体（熾翠）の元へ戻る。
白煉（びゃくれん）
白焔の妖主。炎を操る能力を持ち、長く白い髪と銀の瞳が特徴の女妖主。凛とした絶世の美貌の持ち主であり、矜持が高く、やや古風な言葉で話す。翡翠までの5人の中では最後に誕生した。そのため、闇主（千禍）の心の動きや、二重人格である翡翠の言動が読めず、理解することを放棄した。
人に化けて町を散策していたところを紫紺の妖主に謀られ、記憶を奪われた上で、一時的に家族として暮らしていた。しかし、その術が破れて本来の姿に戻った後、ユラクの街を一晩で焼き消した。
また、ユラクの件でザハトを案内役にして派遣されたラスと闇主に対し、配下の妖貴に命じて罠を仕掛け、乱華を呼び寄せ、さらには、闇主を名を織り込んだ檻に閉じ込めるなどのちょっかいを出す（ただし闇主は、彼女が古い名前しか知らなかった事が功を奏し、後に脱出）。
2作目でザハトを魔性・邪羅として覚醒させた後、度々彼の能力強化のための特訓を施す。ラスとの直接対決では、ラスの骨を糧に燃やすなどの攻撃を加えるも、最後はラスに胸元の心臓1つを奪われた。ラスはそんな遺恨を持つ相手であるが、5作目では、紅蓮姫を自らに刺したため抜けてしまったラスの魂を、手助けと称して「偶然拾った」チェリクの体に強引に押し込めている。この体は上述の金の君が作ったもの。
藍絲（らんし）
紫紺の妖主。糸を操る能力を持つ。紫の長い髪に紫の瞳が特徴。翡翠の妖主の次に誕生した。人形遊びが趣味で、気に入った人間を男女問わず次々に人形にする一方で、白煉に恋着している。出来のよい人形には紫色の髪を一房与えている。居城は璃岩城。
4作目では、ラスが白煉の心臓1つを奪ったことへの報復として影糸術をかけ、リーヴィを思うあまりぼろぼろの状態で戻ってきた彩糸を離すまいとし、最終的にはラスに首もとの心臓2つを奪われる。その際いわゆる「首ちょんぱ」状態になった。
更には雛の君誕生後である、6作目の4巻において、「狙ってくれ」と言わんばかりに、自身の知識と能力をそっくり移した人形を作って、まんまと壊されるという間抜け振りを見せ、あとがきで「コミカル要素を勝手にまとっていく」と言われてしまった。
彩糸に対しては、彼女が他の人形とは異なるそれであることもあり、真名を呼ぶことを許したり「最愛のお人形さん」と呼ぶなどの執着を見せるが、彼女の意志の強さに負けたのか、ある程度彼女を自由にさせている。
6作目では、紅蓮姫の使い手・アーゼンターラを狙った第1の刺客として、背水の陣を敷くことに。女妖貴・津々螺（つづら）に心臓のひとつを渡して影武者を任せていたが、闇主がその心臓を奪い、壊してしまったためもあって、ターラが繰り出した紅蓮姫により絶命する。
第6の妖主（だい6のようしゅ）
配下となった者から「雛の君」と呼ばれる。真名は「燦華（さんげ）」。ラスが翡翠の妖主を倒した後に誕生した、少女姿の新たな妖主（ただし、まとう色彩は黒）。「最後の者は無力に生まれつく」という伝承のようなものが、妖主たちに伝わっている。無力ゆえ、他の妖主の能力を封じた色とりどりのかけらを吸収し、すべての妖主の能力と知識を使いこなす。その絶対的な力故に魔性たちの「女皇」と呼ばれる。しかし、妖主たちの力に付随する、彼らの主観による記憶を鵜呑みにしている節があり、緋陵姫には「判断が偏っている」「幼子そのもの」と評された。
すべての妖主の力を得たあと、すでに滅んでいる翡翠以外の4人の妖主を跪かせた。誕生の瞬間とほぼ同時に、自らの誕生のきっかけとなったラスの守護者である緋陵姫が月晶華に斬られて命を落としたため、緋陵姫（あるいはその本体であるラス）に執着している。その力の本質は「有を無にする」ことであり、たとえ最上位魔性の妖主であっても葬ることが出来る。そのため、その本質を本能的に感じ取ったラスは、彼女の攻撃に対し回避に徹する他なかった。
妖主を殺し、世界のバランスを崩した者の魂を、「世界を破壊する鍵」として欲しており、当初はラスを狙っていたが、様々な事情からラスの代わりの鍵としてアーゼンターラに眼をつけた。また、「新たな世界では醜い存在である人間は生まれない」と公言している。
彼女の存在そのものが「世界の創造主」による人類滅亡計画の鍵だが、創造主はその彼女が倒された場合に備え、腐食の闇「穢禍（あいか）」を彼女の中に仕込んでいた。その一部が世界に漏れだしたことで、浮城の者でも対処ができない災いが世界に広がり始めている。
ラスとの戦闘の最中に自らの中の穢禍の存在を知り、ラスと共に穢禍の内部に呑まれ、彼女に従う五闇の力が織りなす繭に護られることに。外界を破壊し始めた穢禍の欠片の様子に憤慨しながら、ラスの魅了眼に見えた石板のようなものを手にするべく一時休戦を持ち掛ける。

#### その他
彩糸（さいし）
リーヴシェランの護り手。虹色の髪を持つ、たおやかな美女の姿をしている。リーヴシェランがまだカラヴィス公国にいたとき、魅縛の琴を弾いてもいない彼女の元に現れて名を預け、仕えるようになった。浮城に入城してからもリーヴシェランに仕え、甲斐甲斐しく世話をしている。
初登場時、ラスの気配と秘められた力を読み取ったためか、ラスを「朱金の姫君」と呼び（以降は名前で呼んでいることもある。）、影糸術の術者である紫紺の妖主の息子・邪羅を「若君」と呼ぶ。
実は4作目における5年前に失踪したリーヴィの実姉・マーセルヴィンスの変わり果てた姿である（故に本当ならば魔性ですらない）。彼女は紫紺の妖主に魅入られ、影糸術によって人形にされてしまったのだが、どういうわけか他の人形とは異なり自分の意志を残している。（詳細は「夢の通い路」（『鬱金の暁闇11』に収録）を参照。）人形であるが故、心の奥底では術者である彼に恋焦がれているが、普段はそのそぶりを見せない。また、人間のままで暮らしていればいずれリーヴィと離れざるを得ない運命だったこともあり、その運命から解放し、さらにはリーヴィを護るための力をくれたことに関してだけは紫紺の妖主に感謝している模様。第6作8巻目において紫紺の妖主が絶命したため、浮城でリーヴィの世話をしている時に砂と化す。
また、彼女の瞳は、能力を封じている時は漆黒だが、封印を解くと紫紺の妖主と同じ紫色となり、その力も普段の数倍となる。なぜなら、その瞳は妖主自らが手がけた精巧な複製だからである。そのため、能力を封じていても下級魔性よりは強いが、封印を解くと妖主に繋がってしまうというリスクを負う。
乱華（らんか）
「金の若君」と呼ばれる、波打つ金の髪と緑の瞳を持つ美青年。妖主「金の君」の息子。
ラスの弟で、自ら「捨てた」と言う、人間としての名はリーダイル。また、姉・ラエスリールを追い続け、彼女の瞳と心臓を狙っているのは、「幸せだった過去を取り戻したい」という思いや愛情の裏返しである。5作目から登場した、ラスの守護者である緋陵姫を「姉上」と呼んで慕う。重傷を負い、消滅しかけた緋陵姫を救い、自分も力を得るために、密かに父を襲ってその命を啜り力を増している。
6作目現在、体はある場所に幽閉されているが、雛の君の術によって魂は緋陵姫の右目となり、体を共有している。が、それが緋陵姫に負担をかけているらしい。それを知って焦るあまり、雛の君が用意した器である濫花の体を奪い取って自らのものにするが、それは雛の君の思惑通りの行動であった。
佳留（かる）
4作目に登場。紫紺の妖主配下の一人で、女妖貴。紫紺の妖主のお気に入りで、影糸術の腕もなかなかのもの。リーヴシェランの兄・ソルヴァンセスに影糸術をかけた張本人で、ラスに倒される。
イエイ
5作目に登場。傭兵ウルガ・シェイラの守護をする先祖霊だと思われていたが、実際は、熾翠の側近である妖貴家井（かせい）の精神体。熾翠の術で、仮の実体である四西（しさい）と、精神体とが、力の強さがちょうど半分になるように分けられていた（術の解除条件は熾翠と同じ）。
鎖縛（さばく）
「外伝2」に登場。髪と瞳が黒い以外は闇主とよく似た風貌を持つ、男の妖貴。その容姿は、闇主と同じホロスコープの下に生まれたため。闇主に見つかってから、気紛れに彼にいたぶられてきた過去を持つ。
街ひとつを使い、罠をめぐらせて、浮城から派遣されてきたサティンを囮として捕らえ、その護り手であった妖鬼・架因（かいん）を消滅させた。その後、サティン救出のために捕縛師としてやってきたラスと邪羅を予定通りに罠に嵌めるが、ラスが持つ闇主の瞳から伝わった記憶や、闇主に施された記憶の封印が解けたことをきっかけに、敗北し、封じられる。
ラスたちが浮城に帰還後、ラスを狙う妖主や妖貴たちから身を護るべく、架因を失ったサティンの新たな護り手として復活する。その際、命を封じていた鈴を手首に巻かれたことで呪縛された。
衣於留（いおる）
「外伝6」に登場した女妖貴で、鎖縛と同様、ある妖貴と同じホロスコープの下に生まれた。そのため、鎖縛とは知人（あるいは同じような立場をもつ友人）という関係。20年ほど前、夫（人間）と子供を殺され、その悲しみで暴走していた時、浮城から派遣されてきたチームの1人だったセスランによって封魔具である白木の礫に封じられ、眠らせてもらっていた。
が、彼女に横恋慕し目覚めさせようと画策した妖貴とサティン・鎖縛の戦いの中で復活し、目覚めさせられたことへの復讐をサティンたちに協力する形で果たす。その後、いい方へ変化した鎖縛の観察を目的として、浮城でラスの理解者達のそばにつく。特に、恩人とも言えるセスランには（彼が半人半妖であることもあって）思うところがあるようである。
緋陵姫（ひりょうき）
5作目から登場。ラスの左眼を核として、翡翠の妖主に生み出された守護者と呼ばれる存在で、乱華にとってはもう一人の姉であり、その庇護者的な役回りが多い。ラスとは左右対称の色彩を持つ。ラスと乱華を庇い、ラザーラが手にした破妖刀・月晶華に核である左眼を斬られて冥の海に落ちた。その後、雛の君によって復活させられ、琥珀の左目と乱華の魂を宿した緑の右目になっている。その状態で遭遇し、自身の本質を見抜いたチェリクの瞳に恐怖を覚えた。その後、雛の君が完全な女皇へと覚醒したことでその身体は崩壊の兆しを見せ始める。しかし、最後の最後でチェリクに救われる事となった。
濫花（らんか）
ラスが初仕事で救出したシュライン姫が嫁いだハイデラの王太子宮で、翡翠の妖主の幻影に襲われていた子供。最初は名前も思い出せず、数日で10歳前後まで成長した半人半妖の少年。名前も姿も、ラスを狙う乱華にそっくり。第6の妖主が、乱華を駒のひとつとして繋ぎとめるために誕生させた仮の器である事が後に判明する。
ラスが浮城で仮死状態にある現在は、二十歳前後の青年となり、浮城を降りたマンスラムのそばで暮らす。が、乱華に見つかり、身体を奪われ意識を封じられてしまった。
蜜里（みつり）
アーゼンターラの護り手である少女姿の妖貴。ターラが浮城に来る少し前に彼女の前に現れ、懐いてついて来た。ターラを無二の親友として誰よりも大切に思う。そのため、魔性全ての主である第6の妖主がターラの命を奪った時は相反する感情を覚えて苦しんだ。
まだ生まれてあまり経っていないが、上級魔性ゆえに普通の護り手より強い。そのため、マンスラムから護り手たちの誰もが使いこなせていない魔具である「金色の珠」を受け取る。なお、紫紺の君の配下にそれを狙われた際、咄嗟に噛み砕いて飲み込んだことで、ラスの魂が完全に解放された。
ターラを通して人間たちを見てきたため、人間が家族を大切に思う心や、感情の起伏が時としてすごい力を発揮することも学んでおり、金の君が乱華の身体で現れたことで硬直してしまったラスを見て「魔性よりはターラに近い魂」と評している。
魔性に村を焼かれたターラが心を許す数少ない魔性で、同調することでターラの捕縛能力を使うことが出来る。
宋流（そうる）、空也（くうや）
金の君配下の中でも古参の男妖貴。共に青年の姿をとるが、宋流の方が若干年長者に見える外見をしている。主である金の君と少し距離を置くような仕え方をしていた。金の君の命を受け、2人でラスを追うが、幽霊状態のチェリクと出会い、その頼みを聞いて以来、チェリクに魅縛されて行動を共にする協力者となる。チェリクと主を敬愛するあまり、その娘であるラスに「姫君」としての立ち振る舞いを求めるが、鬱陶しがられている。
侍黄（じおう）
金の君の側近。その信頼を得たため、彼の命を1つ受け取っていた。既に死んで冥の海に落ちた存在だが、雛の君によって「芝牙尖（しがせん）」として蘇生、アーゼンターラの村を焼く。しかし、完全に雛の君の支配下にあったわけではなく、かつての主の命を受け、雛の君には内緒で、金の君の姿を借りてラスの肉体と魂を分離させた張本人。なお、ラスの魂は魔具である真球の黄玉に封じ、金の君の姿を借りた状態で浮城のアーヴィヌスに預けた。
目覚めて璃岩城へやってきたラスに事実を明かし、冥の海から引き上げられた者の内に生まれる虚（うろ）と泥闇の存在を示したのち、最後の願いとしてラスの魅了眼によって仮初めの命を解かれ葬られた。
四蜜（しみつ）
セスランの父である妖貴。柘榴の妖主に通じる「四」と、王蜜の妖主に通じる「蜜」という構成の真名であるが故にどちらかを主と決められず、主を持たない魔性。
シャイレンによって命のほとんどを封じられたことで寿命の短い者に興味を持ち、彼女との間にセスランをもうけた。しかし、魔性であるが故に気ままかつ身勝手な部分を持ち、シャイレンの死を見取ることはなかった。また、妖主の中でも特に力を持ち、反発しあうことの多い2人に通じる魔性であるが故に、セスランが持つ力を全て解放すると魔性たちの理が乱れると判断し、長い間封じてきたが、6作目14巻にて、体内の魔性の暴走を抑えきれないセスランの前に突如現れ、その封印を解いた。

### その他の関係者
チェリク
ラスと乱華の母。浮城の城長を務めたことのある魅縛師で、まっすぐな黒髪と緑柱石を思わせる双眸（魅了眼）が特徴の人並み外れた美貌を持つ。その美貌は邪羅をして「人間なのに母ちゃん（白煉）と同じくらい綺麗でおっかない」と言わしめたほど。幼い頃の愛称は「リーク」。一族は捕縛師や魅縛師を数多く輩出してきたらしい。
世界の理を読み解き、魔性に自死を命じられるほどに強い魅了眼を持つため、「自分1人が出るほうが、同僚への被害が少ない」という理由から積極的に前線へ出ていたが、彼女を浮城へ連れてきて実質養父となった破妖剣士・イズヴァンは、度々彼女に「人に任せることも覚えた方がいい」と諌めていたという。また、妖鬼と共に幼少期を過ごしたため人の心の機微には疎く、率直な物言いをしては誤解と反感を大量生産していた。マンスラムとは親友だが、打ち解けるまではかなりの年月を要した。
強すぎる魅縛能力ゆえに、「特に戦闘能力を持たない魅縛師でありながら前線にも出る」、「護り手を選ぼうものなら、選んだ途端に嫉妬に狂った他の同胞に引き裂かれる可能性があった」など、浮城に様々な伝説を残す。公文書には記録されていないが、浮城で最初に妖貴を倒した（命を解いた）のも彼女らしい。魔性を魅縛し浮城へ連れて行くか、魅縛した上でその魂に崩壊を命じるかの処断に独特の基準がある。
妖主・金の君にもその魅了眼が世界のバランスを危うくすると判断され、度々その配下と戦い、死にかけたこともある。しかしある時「浮城を落とす」という脅しを受け、護り手との縁を切って単身で彼と相対し囚われるが、その時点でお互いに惹かれあっており、「自分の感情からは逃げられない」と、自分の意思で彼と共にある決断を下した。
ラスがまだ幼い頃、嫉妬に狂った金の君の配下によって惨殺された。死後、金の君が作り上げた新たな器に魂を宿して蘇ることを拒んでいたが、「魔性と違って、人間は死なないことが最善ではない」と、仮死状態のラスを目覚めさせるために、マンスラムが埋葬していたその体を金の君配下の2人に取りに行ってもらい、宿って蘇った。
本人曰く、「浮城の護り手の3分の1は私が集めた」ため、現在も護り手の大半から信奉されている。また、「息子（乱華）を産んだ時点で魅了眼はほとんど失われていた」ため、妖鬼の襲撃時は「ラスを逃がすのが精一杯」だったという。
仕事で派遣されていたセスランと再会し、ラスの現状を説明した後、現在の体にラスの魂を不定期に宿しながらの相互協力を取り付けた。その一環として、自由に動けるのをいい事に浮城のお断り物件の山を片付けている。さらには、復活した魅縛能力を駆使して、魔性の「協力者」を増やしているらしい。
ラスの魂と身体を共有することで、ラスに魅了眼の使い方を教えたが、彼女から世界の在り様そのものが揺らいでいることを聞き、彼女の言葉から、自分が魅了眼で読み解いた魔性の本質が確実なものではない可能性に思い至る。そのため、女皇の言葉を受けて暴走し始めた護り手に襲われかけたアーヴィヌスを救った際は、彼に封魔具を渡し、判断を委ねた。しかし「自分は死者である」との認識から、世界と積極的に関わることをよしとしていない。また、乱華の魂を右目に宿した状態の緋陵姫と遭遇した際、その本質を読み解き危機感を覚えたが、ラスの守護者であるためもあって「もう一人の娘」だと思っている。
柘榴の妖主が気まぐれで不安定な性格であることは分かっているが、その彼を「馬鹿」がつくほど正直に信用し続けている娘が彼の優しさともいえる部分を引き出したことで、「空にある裂け目が揺らいだ時が、それに魅縛を仕掛ける唯一の好機」という彼の言葉を信用して待ち続ける。その助言どおりに揺らいだ裂け目に飛び込んだ彼女は、その中に満ちる女皇の力を解いて利用しながら緋陵姫の元へ辿り着き、「自分のために道を選びなさい」と決断を迫る。
意識体のままで、長い間金の君のそばで子供たちを見守っていたが、蘇った後金の君に会いにいくことがなかったのは、会いに行ってしまえば子供たちより金の君を優先してしまうのがわかっていたからだという。
マンスラム
ラスの養母。元捕縛師。チェリクが去った後の浮城で城長を務めている。ほうっておけば死に至る病を抱えており、チェリクの護り手であった旺李（おうり）が憑依することでその進行を抑えている。霊辿（れいてん）という特殊な術を使うことができる一族の出だが、物心つく頃には一族が力の使い方を歪めていたため、幼い頃はこの力を嫌っていた。11歳になる直前に、隣村で起きた魔性に関わる事件を調査しに来た浮城の人物と出会ったことで、村で飼い殺しにされる運命から解放された。
ラスが浮城を脱走した後、様々な疑惑が飛び交ったため、「病気療養」の名目で城長を解任させられ、最終的に白砂原の外れに下ろされてしまう。しかし、女皇の宣言を機に暴走を始めた護り手たちのことや、チェリクのことがあったため、協力者として一時的に浮城へ戻ることに。
アーヴィヌス
マンスラムの後任の城長で男。第一線にいた頃は捕縛師だったが、城長となってからその頃の感情を忘れたのか、住人達を駒のように扱うため、スラヴィエーラたちから嫌われている。しかし、護り手たちの暴走を機に、マンスラムを協力者として呼び戻し、引退した捕縛師たちに無償で封魔具を貸与することで人々を魔性から護ろうと奔走し始めたことで多少見直された模様。
かつての城長である魅縛師チェリクの教えを受けた1人であり、現在でも彼女を「化け物」呼ばわりするほどに恐れている。
ウルガ・シェイラ
第5作に登場。破妖刀・月晶華を届けに浮城へやってきた女傭兵で「守護憑きのウルガ」の異名を持つ。褐色の肌に黒髪の美女で、ラス同様口下手なきらいがある。月晶華に選ばれてしまったため、そのまま浮城にいることになるも、すぐに厭きてしまい、緋陵姫が絡んだ一件で浮城から出た際、邪羅に殉職扱いにしてもらって脱出。面食いの妹・ラザーラがいる。
実は半年ほど前に、護衛していた隊商を狙った盗賊団と相打ちになって死んでいた。が、ラザーラの嘆きを偶然聞いた熾翠が、ラザーラとある取引をしたのちに同化することで息を吹き返した。しかし、ラスが翡蝶を倒した関係でその術が解け、肉体ごと熾翠に取り込まれて消滅してしまう。
ラザーラ
第5作に登場。傭兵組織「緑林棟」のリーダーである男の次女で、ウルガの妹。占いの一種「気読み」を行えるため、「気読みのラザーラ」と呼ばれ崇められている。自身の美貌に基準を置く面食いで、傭兵になった姉に、「血は浴びても肉片は浴びるな」と言ったことがあるらしい。
熾翠がウルガに同化する際、術に施した解除条件が、ラスによって満たされてしまい、再度姉を喪ったことでラスを憎み、ラスと戦うべく魔性に身を落とした上、歪んでしまった破妖刀・月晶華を手にする。
スラヴィエーラ
第6作から登場。破妖刀・夢晶結に選ばれた破妖剣士の女性。通称はスラヴィ。護り手は未羽（みう）。
ターラと共に浮城から「紅蓮姫奪還」の命を受けた3人のうちの1人。ターラが紅蓮姫の使い手となってからは、以下の2人と共に、必ずターラと組むことに。謙虚過ぎるラスを嫌っているが、ある日の浴場でラスと話したことをきっかけに、上級魔性を仕留め続けた功績は認めている。また、ターラと紅蓮姫の関係に問題があることを理解している。
オルグァン
第6作から登場。斧形態の破妖刀・氷結漸に選ばれた破妖剣士。護り手は左谷芭（さやば）。
言葉を選ぶのが苦手なあまりやや寡黙だが、彼が言葉を発する時は鋭く重い。淡い金髪を持つ、大柄で屈強な男。実は腕力・握力が強く、以前、氷結漸の柄を壊したらしい（「もともと古くて脆くなっていた」とのこと）。
マイダード
第6作から登場。自らの体に「隠し彫り」という技術で彫られた刺青に魔性を封じる捕縛師。「刺青（しせい）のマイダード」の異名を持つ。セスラン同様特殊すぎる能力ゆえに、護り手はいない。
彫り師の一族が魔性によって全滅した際、体液や血液しか残らなかったため、魔性の体液や血液が表出していれば、刺青に封じることが出来る。捕縛能力を使うときのみ、ほぼ全身に青い刺青が広がる（魔性の気を読むためにあえて取り込むと、刺青の色が変化する）。スラヴィエーラとは付き合いが長い。女と子供には手を出さない主義らしい。
リメラトーン（トーン）
アーゼンターラの弟。村を焼かれた時にひどい怪我を負って生存しているところを犯人である妖貴に囚われ、以降姉と再会するまで行動を共にする。姉が記憶を書き換えて自分の名前で浮城にいることを叱責したりしたが、最後は闇主やラスらの手で救出され、姉と共に行動するようになる。
紅蓮姫（ぐれんき）
破妖刀の一振り。力を発揮する際に真紅に変わる刀身が特徴。わがままな性格で大食らい。ラスが上級魔性を仕留め始めてからは美食家になり、上級魔性を「極上」と呼ぶ。自分を抜かせてもいいと思う候補生がいなかったため40年間絶食生活を送った後、ラスを選んだ。ラスは6代目の使い手だが、初代のラキス以外の4名は彼女のお気に召さなかったため、非業の死を遂げたという曰くつき（コミックス『紅の魔剣/碧の魔胎』では、その4人はラキスの養子で、最後の1人が唯一の生還者であり、ラキスのように紅蓮姫と心を通わせ、その上で紅蓮姫に使い手の選択権を与えるよう城長に告げた）。また、40年絶食していたせいで当初は非常に飢えており、抜いたらまず護り手を襲う危険があったため、ラスは長い間仕事にあぶれてしまった。
ラスとは常に意思疎通が出来るほどの強い絆を結び、「ラスの肉体と命が魔性のそれである」という事実が判明するきっかけとなったとある事故では、取り込んでしまったラスの命を糧とすることを拒んだ。しかし、アーゼンターラ登場後は、ラキスの生まれ変わりである彼女に懐いてしまい、その傍を離れなくなったため、ラスが仮死状態になった後はアーゼンターラの破妖刀となる。アーゼンターラの命を魔性側に奪われ、再びラスと組んで金の君に挑んだ際は、「もうラキスを奪われてなるものか」とばかりに、ラスの魅了眼による制止を振り切って金の君の命を取り込み続けた。
夢などに現れる意識体は、炎を思わせるオーラを放ち、赤い瞳をもつ少女である。

## 用語
影糸術（えいしじゅつ）
紫紺の妖主と、その配下である妖貴の数人が得意とする術。人間の影をほんの少しずつ盗み、それを核として生きた人形を作っていく術。この術をかけられた人間は、だんだん足元の影を失う。また、術が進行するにつれて、術をかけられた人間の生気が少しずつ「器」へ吸い上げられていくので体調を崩し、最終的には術者が作った「器」の方を「本体」と認識して、魂が本来の肉体から離れてしまい、肉体は失われる。この状態になってはじめて、人形は「完成」する。
完成した人形は、ほぼ完全に自我を失い、作り手に愛されたがる。また、その運命は永遠に作り手に殉じる（人形師である魔性が死ねば、人形の魂も死ぬ）。人形になることを防ぐには、術者に術を解かせるか、本体が戦闘などにおいて人形を壊すしかない。1度術が失敗すると、術者はその相手に対して術が使えなくなるという法則がある。
お断り物件（おことわりぶっけん）
人里で暴れる魔性が増え、浮城ではチームを組まざるを得なくなったため断るしかなくなった、小さな町や村の依頼。
浮城の書類管理を担当する部署に依頼を断ったはずの町から礼状が届き、しかもその町が、単独で仕事をしているサティンやセスランの派遣先に近いことに何人かが気づいたが、「断ったのだから、上層部に知らせる必要はない」と隠蔽。「彼らの次の派遣先に近い町の依頼があれば、食事時などに愚痴る」ことで団結した。その後、聞き取り調査の資料を、ミスを装ってまとめてゴミ箱に放り込み、サティンらに発見させるという荒業も。
ガンダル神（ガンダルしん）
物語の世界の創造神。この神の名前からとって、世界の名前を「ガンダル・アルス」と言う。また、白砂原がある世界最大の大陸は「ガンダルース大陸」という。
守護者（しゅごしゃ）
命を複数持つ魔性のみが作り出せる、自分の分身のような存在。自分の命の一部を分け与えて生み出す。生み出された守護者は本体の弱点を克服した存在であり、総じて本体を護ろうとする意識が強い。翡翠の妖主が使える術のひとつ。
小鬼（しょうき）
魔性の中で最も力の弱い者達。それでも人よりも力は勝る。村や町を襲い、その血肉と命を啜る。知能は低く人の言葉もままならず、人外な醜い姿をしている。
白砂原（しろすなはら）
ガンダルース大陸のほぼ中心にある、広大な砂漠。名前の由来は、遠目にはその砂が日光を反射して白く輝くから。コミック（厦門版）では「白砂漠（しろさばく）」と表記される。浮城の中で消費される肉類はここに生息する動物を狩ることで得られる。が、晴れているときは日差しが強く、また砂を巻き上げる風が吹くため、肌を気にする女性達は狩を嫌がる。
転移門（てんいもん）
地上に降りることがない浮城と、地上とを結ぶ通路の役割を果たす施設。浮城の最下層に1箇所、地上（白砂原）に5箇所存在し、浮城の護り手たちによって開閉される。浮城の住人がいなければ利用できない。
破妖刀（はようとう）・破妖剣士（はようけんし）
人が唯一魔性を滅ぼすことができる武器のこと。魔性の心臓に突き刺すことで、その命を食らう。剣だけでなく、斧などの形態もあるが、絶対数は少ない。意識を持ち、主を選ぶ。使い手として選ばれた者は、武器の形態に関係なく破妖剣士と呼ばれる。紅蓮姫、月晶華、夢晶結、氷結漸などがある。
浮城（ふじょう）
白砂原の中心にある、空に浮く巨大な岩石の城。その存在は世界にとって絶対のものであるらしい。魔性に対抗できる能力を持つ者達やその素質を見出された子供達が集う。城長（しろおさ）を中心として治められている。下級魔性クラスなら侵入を防げるような結界が、護り手達の力で張られている。
依頼の対価（決して安くはないため、依頼者は国・町単位であることが多い）と、大国の寄付によって運営される。そのため、大国の依頼はそうそう断れないという弱点も持つ。組織としての名でもある。常に浮遊しているため、荷物が届くのは月に1度。
捕縛師（ほばくし）
魔性の命を捕らえ、封じる力を持つ者達。専用の封魔具で魔性の命を吸収し、封印する。封魔具の形は、その人の能力に応じて様々である。なお、魔性を封じた後の封魔具は、浮城の氷室（「封魔庫」と呼ばれる）に永久に保管される。
魔性（ましょう）
人外の力を持つ化け物。その強さによって、小鬼、妖鬼、妖貴、妖主とランク分けされ、浮城では、小鬼･妖鬼を「下級魔性」、妖貴以上を「上級魔性」と呼ぶ。力が強ければ強いほど、命数が増し、外見は美しくなっていく。
通常の武器では傷つけることすらできず（魔性に対し強い怒りや恨みといった念を持つ者が作り上げた武器であれば、下級魔性を傷つけることくらいはかなうが、倒すことは出来ない）、魅了し従わせるか、命を封印するか、破妖刀に命を喰わせるか、人はこの3つしか対抗手段を持たない。ただし、大抵の場合、妖貴以上の魔性を倒すことは難しい。
魔性の心臓（ましょうのしんぞう）
魔性の心臓は人間と違い、臓器ではない。魔性の力の源である「命」が固まって存在する場所を、魔性と浮城の人間が便宜上「心臓」と呼んでいる。そのため、魔性によって心臓の位置が違う。また、下位魔性である妖鬼までは最大で3つの心臓に1つずつ命を持つが、上位である妖貴からは4つの心臓に無数の命を持っている。
護り手（まもりて）
魅縛師に心奪われて浮城に仕える魔性達のこと。大抵は元・妖鬼。魅縛されたことで、「人間を殺めることは禁忌」という呪縛が施される。浮城に所属する者は護り手を得てはじめて一人前とみなされ、外で仕事をすることができる。護り手となった魔性たちには他者を治癒する能力がつく。護り手である魔性達と、魅縛師・捕縛師・破妖剣士達の絆は深い。また、魅縛されたものの護り手となることを拒んだ魔性たちは、転移門を開閉したり、浮城を魔性から守る結界を張る役目を負う。
魅縛師（みばくし）
魔性を虜にし、従わせる力を持つ者たちのこと。浮城の護り手はこの魅縛師によって捕われた魔性が主である。捕縛師同様その力の発現は様々であり、使う道具なども人によって異なる。しかし、捕縛師や破妖剣士とは違い、戦闘能力はないに等しく、魅縛術によっては本人がかなり無防備な状態になるので、浮城の外での仕事は少ない。また、その力の使い方を忘れないため、定期的な訓練と講習が欠かせない。
魅了眼（みりょうがん）
その眼差しで人であれ魔性であれ虜にし、従わせる魔力を持つ瞳のこと。金の君と先代の城長であったチェリク、その子供達が持っている（一家の中ではラスのそれが最も強い力を持つようである）。魔性・人間に関わらず持っている者は少ないという。
魔性の本質の分析・解析を得意とする能力だが、魔性と人間とは根本的に異なるため、真に魔性を理解し、彼らに共感できる人間はチェリクやラスくらいである。
命数（めいすう）
命の数。人は一つしか持たないが、魔性は複数の命を持つ。特に上位の魔性になればなるほど、一つの心臓に何十という命を持っている。命が増せば力が増すと言われるが、実際は命数と力の強弱はあまり関係がない（力の強弱に関係するのはむしろ想いの強さである）。
妖鬼（ようき）
人の姿に近い外見をしており、己の力と命数を増すために人を襲う。知性も小鬼より高く、人の言葉を話す。人間の姿に近いほど高位の妖鬼とされる。
妖貴（ようき）
世界に50人しかいないといわれる、魔性のエリート。妖鬼と比べると桁違いの強さを誇る。全員人の姿をし、漆黒の髪と瞳を持ち、その容姿は総じて人よりも美しい。力も知性もプライドも高い。
惹かれた妖主のもとに集い仕え、主に逆らわない程度に人間を弄ぶ。主の得意とする能力を、自らの能力とすることが多い。また、主を選ぶ際には自身の真名も関係し、「白」や「炎」にまつわる字を持つ者は白焔の君に、「糸」にまつわる字を持つ者は紫紺の君に、数字を持つ者は柘榴の君に、「黄」や「蜜」といった字を持つ者は黄金の君に惹かれるといった特徴がある。
雛の君誕生前後から生まれる数が増えてきたが、6作目4巻のあとがきによると、それ以前の50人のうち約2割は結果的にラスによって倒されている。
妖主（ようしゅ）
最も強力な力を持ち、絶対の美貌を持つ魔性の王たち。世界に5人しかおらず、各々黒以外の独自の色彩を身に纏うため、その色の名の通称を持つ。また、それぞれ得意とする属性が異なる（一例として、紫紺の君は「糸」やそれに通じる「繊維」といった物を操ることを得意とし、柘榴の君は「時間操作」を得意とする）。乱華や邪羅といった、その血を引く者も親の色を受け継ぐため、色をまとう魔性は現在、ラスを含めて8人。
妖主と呼ばれるのは、金の君（黄金の君、王蜜の君とも。輝王）・柘榴の君（千禍/闇主）・白焔の君（白煉）・翡翠の君（翡翠）・紫紺の君（藍絲）の5人。だが、5作目で、翡翠の妖主が倒されると、魔性たちの力のバランスを保つべく、第6の妖主が生まれた。
それぞれがその力の髄をこらした城を持ち、力に惹かれた妖貴たちを従えているが、現在は皆第6の妖主に膝を折っている。
螺旋杖（らせんじょう）
アーゼンターラの封魔具。質のいい白木の棒に螺旋模様を刻んだ物。サイズは様々。アーゼンターラが「水飴を絡め取るように、魔性の命も絡め取れないか」という発想で生み出した、彼女独自のアイテム。ラスの協力の果てに蘇生したアーゼンターラがリハビリを兼ねて、1本の太い素材で2本の螺旋杖を彫ったところ、互いに引き合い、通信が可能になったため、マンスラムやサティンたち、ラスをよく知るごく少数の人間と彼女との間の秘密の連絡手段として利用されることになった。

## 既刊一覧

### 小説・本編
- 前田珠子（原作）・厦門潤（イラスト）・小島榊（イラスト）、集英社〈集英社文庫コバルトシリーズ→コバルト文庫〉、全40巻
  1. 『破妖の剣1 漆黒の魔性』1989年11月10日第1刷発行（11月2日発売[4]）、ISBN 4-08-611349-X
  2. 『破妖の剣2 白焔の罠』1990年8月10日第1刷発行（8月3日発売[5]）、ISBN 4-08-611442-9
  3. 『破妖の剣3 柘榴の影』1991年9月10日第1刷発行（9月3日発売[6]）、ISBN 4-08-611573-5
  4. 『破妖の剣4 紫紺の糸（前）』1992年12月10日第1刷発行（12月3日発売[7]）、ISBN 4-08-611703-7
  5. 『破妖の剣4 紫紺の糸（後）』1993年2月10日第1刷発行（2月3日発売[8]）、ISBN 4-08-611720-7
  6. 『破妖の剣5 翡翠の夢1』1995年11月10日第1刷発行（11月2日発売[9]）、ISBN 4-08-614127-2
  7. 『破妖の剣5 翡翠の夢2』1996年1月10日第1刷発行（1995年12月22日発売[10]）、ISBN 4-08-614147-7
  8. 『破妖の剣5 翡翠の夢3』1996年5月10日第1刷発行（4月25日発売[11]）、ISBN 4-08-614188-4
  9. 『破妖の剣5 翡翠の夢4』1996年8月10日第1刷発行（7月25日発売[12]）、ISBN 4-08-614220-1
  10. 『破妖の剣5 翡翠の夢5』1996年11月10日第1刷発行（11月1日発売[13]）、ISBN 4-08-614249-X
  11. 『破妖の剣6 鬱金の暁闇1』2002年8月10日第1刷発行（7月26日発売[14]）、ISBN 4-08-600143-8
  12. 『破妖の剣6 鬱金の暁闇2』2002年12月10日第1刷発行（11月29日発売[15]）、ISBN 4-08-600191-8
  13. 『破妖の剣6 鬱金の暁闇3』2003年8月10日第1刷発行（7月25日発売[16]）、ISBN 4-08-600297-3
  14. 『破妖の剣6 鬱金の暁闇4』2009年8月10日第1刷発行（7月31日発売[17]）、ISBN 978-4-08-601317-8
  15. 『破妖の剣6 鬱金の暁闇5』2009年11月10日第1刷発行（10月30日発売[18]）、ISBN 978-4-08-601346-8
  16. 『破妖の剣6 鬱金の暁闇6』2010年8月10日第1刷発行（7月30日発売[19]）、ISBN 978-4-08-601433-5
  17. 『破妖の剣6 鬱金の暁闇7』2010年11月10日第1刷発行（10月30日発売[20]）、ISBN 978-4-08-601460-1
  18. 『破妖の剣6 鬱金の暁闇8』2011年2月10日第1刷発行（2月1日発売[21]）、ISBN 978-4-08-601489-2
  19. 『破妖の剣6 鬱金の暁闇9』2011年8月10日第1刷発行（7月30日発売[22]）、ISBN 978-4-08-601545-5
  20. 『破妖の剣6 鬱金の暁闇10』2011年11月10日第1刷発行（11月1日発売[23]）、ISBN 978-4-08-601575-2
  21. 『破妖の剣6 鬱金の暁闇11』2012年2月10日第1刷発行（2月1日発売[24]）、ISBN 978-4-08-601604-9
  22. 『破妖の剣6 鬱金の暁闇12』2012年5月10日第1刷発行（4月28日発売[25]）、ISBN 978-4-08-601632-2
  23. 『破妖の剣6 鬱金の暁闇13』2012年8月10日第1刷発行（8月1日発売[26]）、ISBN 978-4-08-601655-1
  24. 『破妖の剣6 鬱金の暁闇14』2012年11月10日第1刷発行（11月1日発売[27]）、ISBN 978-4-08-601676-6
  25. 『破妖の剣6 鬱金の暁闇15』2013年2月10日第1刷発行（2月1日発売[28]）、ISBN 978-4-08-601698-8
  26. 『破妖の剣6 鬱金の暁闇16』2013年5月10日第1刷発行（5月1日発売[29]）、ISBN 978-4-08-601720-6
  27. 『破妖の剣6 鬱金の暁闇17』2013年8月10日第1刷発行（8月1日発売[30]）、ISBN 978-4-08-601742-8
  28. 『破妖の剣6 鬱金の暁闇18』2013年11月10日第1刷発行（11月1日発売[31]）、ISBN 978-4-08-601761-9
  29. 『破妖の剣6 鬱金の暁闇19』2014年3月10日第1刷発行（3月1日発売[32]）、ISBN 978-4-08-601790-9
  30. 『破妖の剣6 鬱金の暁闇20』2014年6月10日第1刷発行（6月3日発売[33]）、ISBN 978-4-08-601807-4
  31. 『破妖の剣6 鬱金の暁闇21』2014年9月10日第1刷発行（8月30日発売[34]）、ISBN 978-4-08-601825-8
  32. 『破妖の剣6 鬱金の暁闇22』2014年12月10日第1刷発行（11月29日発売[35]）、ISBN 978-4-08-601838-8
  33. 『破妖の剣6 鬱金の暁闇23』2015年3月10日第1刷発行（3月3日発売[36]）、ISBN 978-4-08-601850-0
  34. 『破妖の剣6 鬱金の暁闇24』2015年7月10日第1刷発行（7月1日発売[37]）、ISBN 978-4-08-601865-4
  35. 『破妖の剣6 鬱金の暁闇25』2015年10月10日第1刷発行（10月1日発売[38]）、ISBN 978-4-08601874-6
  36. 『破妖の剣6 鬱金の暁闇26』2016年1月10日第1刷発行（2015年12月25日発売[39]）、ISBN 978-4-08-601884-5
  37. 『破妖の剣6 鬱金の暁闇27』2016年4月10日第1刷発行（4月1日発売[40]）、ISBN 978-4-08-601895-1
  38. 『破妖の剣6 鬱金の暁闇28』2016年8月10日第1刷発行（7月29日発売[41]）、ISBN 978-4-08-608009-5
  39. 『破妖の剣6 鬱金の暁闇29』2016年12月10日第1刷発行（12月1日発売[42]）、ISBN 978-4-08-608021-7
  40. 『破妖の剣6 鬱金の暁闇30』2017年3月10日第1刷発行（3月1日発売[43]）、ISBN 978-4-08-608029-3

### 小説・外伝
- 「言ノ葉は呪縛する」以降の表題にはナンバーが振られていない。
- 前田珠子（著）・厦門潤（イラスト）・小島榊（イラスト）、集英社〈コバルト文庫〉、全11巻
  1. 『破妖の剣外伝1 女妖の街』1990年11月10日第1刷発行（11月2日発売[44]）、ISBN 4-08-611473-9
  2. 『破妖の剣外伝2 ささやきの行方』1994年8月10日第1刷発行（8月3日発売[45]）、ISBN 4-08-611883-1
  3. 『破妖の剣外伝3 忘れえぬ夏』1998年10月10日第1刷発行（10月2日発売[46]）、ISBN 4-08-614516-2
  4. 『破妖の剣外伝4 時の螺旋』1998年11月10日第1刷発行（11月2日発売[47]）、ISBN 4-08-614517-0
  5. 『破妖の剣外伝5 魂が、引きよせる』2000年3月10日第1刷発行（3月3日発売[48]）、ISBN 4-08-614690-8
  6. 『破妖の剣外伝6 呼ぶ声が聞こえる』2001年3月10日第1刷発行（3月2日発売[49]）、ISBN 4-08-614823-4
  7. 『破妖の剣外伝 言ノ葉は呪縛する』2009年5月10日第1刷発行（4月28日発売[50]）、ISBN 978-4-08-601285-0　
  8. 『破妖の剣外伝 紅琥珀』2010年2月10日第1刷発行（1月29日発売[51]）、ISBN 978-4-08-601373-4
  9. 『破妖の剣外伝 天明の月1』2017年6月10日第1刷発行（6月1日発売[52]）、ISBN 978-4-08-608039-2
  10. 『破妖の剣外伝 天明の月2』2017年9月10日第1刷発行（9月1日発売[53]）、ISBN 978-4-08-608049-1
  11. 『破妖の剣外伝 天明の月3』2017年12月10日第1刷発行（12月1日発売[54]）、ISBN 978-4-08-608057-6

### 漫画
- 前田珠子（原作）・厦門潤（作画） 『破妖の剣 魔性降臨』 集英社〈YOUコミックスデラックス〉、1996年11月27日第1刷発行（11月22日発売[55]）、ISBN 4-08-862359-2
  - 「白焔の罠」のコミカライズ。
  - 『Cobalt』（集英社）1995年10月号 - 1996年8月号掲載。
- 前田珠子（原作）・厦門潤（作画） 『破妖の剣 紅の魔剣/碧の魔胎』 集英社〈YOUコミックスデラックス〉、1998年1月28日第1刷発行（1月23日発売[56]）、ISBN 4-08-862401-7
  - 『ティアラ』（『コーラス』増刊（集英社））1997年スプリング（4月号）・1997年サマー（8月号）掲載。
- 前田珠子（原作）・厦門潤（作画） 『破妖の剣 深紫絃韻』 集英社〈YOUコミックスデラックス〉、全2巻
  - 「紫紺の糸」のコミカライズ。
  - 『Cobalt』（集英社）1998年2月号 - 2002年2月号掲載。

  1. 1999年7月28日第1刷発行（7月23日発売[57]）、ISBN 4-08-862457-2
  2. 2000年8月28日第1刷発行（8月23日発売[58]）、ISBN 4-08-862504-8
- 前田珠子（原作）・松元陽（作画） 『破妖の剣』 集英社〈マーガレットコミックス〉、全4巻
  1. 『破妖の剣1』2011年2月25日発売[59]、ISBN 978-4-08-846627-9
    - 「柘榴の影」のコミカライズ。
    - 『ザ マーガレット』（集英社）2010年11月号 - 2011年2月号掲載。

  2. 『破妖の剣2』2011年8月25日発売[60]、 ISBN 978-4-08-846692-7
    - 「柘榴の影」のコミカライズ。
    - 『ザ マーガレット』（集英社）2011年4月号 - 2011年8月号掲載。

  3. 『破妖の剣3 霧魔の谷』2012年4月25日発売[61]、ISBN 978-4-08-846771-9
    - 表題作他「魂の糸」「いびつな螺子」のコミカライズ。
    - 『ComicCobalt』（『Cobalt』増刊（集英社））、『Cobalt』（集英社）2011年9月号 - 2012年3月号掲載。

  4. 『破妖の剣4 紅き神の娘』2013年3月25日発売[62]、ISBN 978-4-08-845015-5
    - 表題作他「かけ違えた釦」のコミカライズ。
    - 『Cobalt』（集英社）2012年5月号～2013年1月号掲載。

## ドラマCD・カセットブック
- 破妖の剣 漆黒の魔性編 - 集英社、1991年7月
- コバルトときめきドラマシアターII（トラック5「破妖の剣 紅い心」） - 2000年（非売品、抽選プレゼント）

### キャスト
1991年
- ラエスリール：勝生真沙子
- 闇主：中尾隆聖
- 乱華：杉山良一
- 亜珠：若本規夫
- マンスラム：宗形智子
- シュライン：高田由美
- サティン：折笠愛
- 妖鬼：梁田清之
- チェリク：鵜飼るみ子
- ナレーション：銀河万丈

2000年
- ラエスリール：勝生真沙子
- 闇主：広中雅志
- 邪羅：伊倉一恵
- 佳瑠：宇和川恵美
- ナレーション：稲田徹

## OVA
小説・本編第1巻「漆黒の魔性」がOVA化され、1992年11月にVHSで販売された。全2巻。各30分。キャラクターデザインは、原作から大幅に変更されている。

### スタッフ
- 製作・発売・販売 - 集英社、タカラ、マジックバス
- 監督 - 四分一節子[63]
- 脚本 - 小出一巳[63]
- キャラクターデザイン・作画監督 - 小林ゆかり[63]
- 絵コンテ - 四分一節子（上巻）、胡桃野蛍樹（下巻）
- 演出 - 木村真一郎[63]
- 美術監督 - 脇威志[63]
- 色彩設定 - 伊藤弘子[63]
- 撮影監督 - 藤田正明[63]
- 編集 - 尾形治敏、伊藤勇喜子
- 音響監督 - 三間雅文[63]
- 効果 - 倉橋静男[63]
- 音響制作 - マジックカプセル
- 音楽プロデュース - 荒木真樹彦[63]
- 製作 - 安齋富夫[63]、佐藤博久[63]、出﨑哲[63]
- 企画 - 中野和雄[63]、吉田久幸[63]
- プロデューサー - 宮直樹[63]、本郷保[63]、松崎義之[63]
- アニメーション制作 - マジックバス[63]
- 上巻エンディングテーマ「DON'T CRY MY LOVE」 下巻エンディングテーマ「夢の力」作詞：松井五郎、作曲・編曲・歌：荒木真樹彦
- サウンドトラック：「破妖の剣 音楽編VOL.1」ワーナーミュージック・ジャパン、1992年発売

### キャスト
- ラエスリール：鶴ひろみ[63]
- 闇主：広中雅志[63]
- 乱華：草尾毅[63]
- 亜珠：速水奨[63]
- マンスラム：坪井章子[63]
- シュライン：笠原弘子[63]
- サティン：田野恵[63]
- セスラン：梁田清之[63]
- 老剣士：石森達幸
- 王妃、チェリク：篠原恵美[63]
- ガンディア王、ナレーション：屋良有作[63]